# Двугребенестоопашата торбеста мишка
Двугребенестоопашатите торбести мишки (Dasyuroides byrnei), наричани също гребенестоопашати торбести плъхове, са вид дребни бозайници от семейство Торбести мишки (Dasyuridae).
Срещат се в сухите степи и пустините на централна Австралия. Достигат 16 – 18 сантиметра дължина без опашката. Хранят се главно с насекоми и паяци, по-рядко с дребни гущери, птици и гризачи. Живеят в тунели на малки групи или поединично.